# Alchemilla monandra
Alchemilla monandra é uma espécie de rosácea do gênero Alchemilla, pertencente à família Rosaceae.